# Shaun Morris
Shaun Morris   (Preston, 1 d'agost de 1983) és un pilot de trial anglès. L'any 2003 va guanyar el Campionat del Món de trial júnior i el 2005 el Campionat d'Europa de trial amb Gas Gas. Aquell any va guanyar també el Campionat d'Austràlia. Actualment resideix a Chorley, Lancashire, i competeix únicament al Campionat britànic de trial, alhora que es dedica a oferir espectacles acrobàtics per tot el Regne Unit.

## Palmarès
A 1 de gener de 2011
| Any          | Motocicleta  | C. del Món outdoor | C. del Món indoor | Campionat britànic | Altres                     |
| ------------ | ------------ | ------------------ | ----------------- | ------------------ | -------------------------- |
| 2002         | Gas Gas      | -                  | -                 | 5è                 |                            |
| 2003         | Gas Gas      | -                  | -                 | 4t                 | C. del Món júnior          |
| 2004         | Gas Gas      | 16è                | 10è               | 2n                 |                            |
| 2005         | Gas Gas      | 14è                | 11è               | 3r                 | C. d'Europa C. d'Austràlia |
| 2006         | Gas Gas      | 10è                | 9è                | 3r                 |                            |
| 2007         | Gas Gas      | 15è                | 8è                | 2n                 |                            |
| 2008         | Gas Gas      | 20è                | -                 | 3r                 |                            |
| 2009         | Beta         | 15è                | -                 | 9è                 |                            |
| 2010         | Gas Gas      | -                  | -                 | 6è                 |                            |
| Total títols | Total títols | 0                  | 0                 | 0                  | 3                          |

1. ↑  Al total de títols s'hi compten tots els campionats estatals o internacionals guanyats